# Andrew Loog Oldham
Andrew Loog Oldham (f. 29. januar 1944 i London) er en engelsk producer der bedst er kendt for sit arbejde med The Rolling Stones fra 1963  til 1967 . Han var også ansvarlig for at Mick Jagger og Keith Richards begyndte at skrive deres egne sange. 
Han opdagede Marianne Faithful i 1964 og gav hende sangen "As Tears Go By" som han havde skrevet i fællesskab med Mick Jagger og Keith Richards . 